# 동차 공간
기하학에서 동차 공간(同次空間, 영어: homogeneous space)이란 그 자기 동형군이 추이적으로 작용하는 공간이다. 여기서 ‘공간’이란 다루는 수학적 구조에 따라 다른데, 위상 공간, 매끄러운 다양체, 또는 리만 다양체 등이 될 수 있다.
에를랑겐 프로그램의 관점에서, 동차 공간은 “모든 점이 평등한” 공간이다. 사실, 19세기 중반에 발표된 리만 기하학 이전의 모든 기하학적 공간은 동차 공간이었다. 예를 들어 유클리드 공간, 아핀 공간, 사영 공간 등은 전부 각자의 대칭군에 대해 동차 공간이다. 쌍곡 공간을 비롯해 일정한 곡률을 갖는 비유클리드 기하학적 공간들도 마찬가지이다.

## 정의
유한 곱을 갖는 구체적 범주 {\displaystyle {\mathcal {C}}\to \operatorname {Set} }가 주어졌다고 하자. 그렇다면, 그 속의 군 대상의 개념을 정의할 수 있다. {\displaystyle {\mathcal {C}}} 속의 대상 {\displaystyle X}가 다음 조건을 만족시킨다면, 이를 동차 공간이라고 한다.
- 어떤 군 대상 {\displaystyle G}에 대하여, 어떤 작용 {\displaystyle G\times X\to X}이 추이적 작용을 이룬다. (이 작용은 {\displaystyle {\mathcal {C}}}의 사상을 이루어야 한다.)

여기서, {\displaystyle G}가 {\displaystyle {\mathcal {C}}}의 군 대상이어야 한다는 조건은 생략될 수 없다. (예를 들어, 모든 연결 다양체 {\displaystyle M}은 미분 동형 사상군 {\displaystyle \operatorname {Diffeo} (M)}의 추이적 작용을 갖지만, 대부분의 연결 다양체는 동차 다양체가 아니다.)
범주 {\displaystyle {\mathcal {C}}}는 위상 공간의 범주 {\displaystyle \operatorname {Top} }, 다양체의 범주 {\displaystyle \operatorname {Mfd} }, 또는 매끄러운 다양체의 범주 {\displaystyle \operatorname {Diff} } 등으로 잡을 수 있다.
추이적 작용의 존재에 의하여, 동차 공간에서 임의의 두 점들은 대칭에 의하여 서로 동치이며, 다시 말해 모든 점들이 서로 “평등하게” 된다.

### 잉여류 공간으로서의 표현
위상군 {\displaystyle G}가 동차 공간 {\displaystyle M}에 추이적으로 작용한다고 하자. 그렇다면 임의의 점 {\displaystyle x\in M}이 주어졌을 때, 그 안정자군 {\displaystyle H=G_{x}}에 대하여 {\displaystyle M=G/H}임을 보일 수 있다. 즉, 원점이 주어지면 동차 공간을 잉여류 공간 {\displaystyle G/H}로 생각할 수 있다. 그러나 원점의 선택은 유일하지 않으므로, 동차 공간은 “원점을 잊은” 잉여류 공간이다.
마찬가지로, {\displaystyle \operatorname {Diff} }에서의 동차 공간(즉, 동차 다양체)은 마찬가지로 리 군 {\displaystyle G}와 그 닫힌 부분군 {\displaystyle H}의 잉여류 공간 {\displaystyle G/H}로 여길 수 있다.

## 성질
매끄러운 다양체의 범주 {\displaystyle \operatorname {Diff} } 속의 동차 공간 {\displaystyle G/H}를 생각하자. 그 리 대수가
{\displaystyle {\mathfrak {h}}\subseteq {\mathfrak {g}}}
라고 하자. 만약
{\displaystyle {\mathfrak {g}}={\mathfrak {h}}+{\mathfrak {m}}}
{\displaystyle \operatorname {Ad} (H){\mathfrak {h}}\subseteq {\mathfrak {m}}}
인 실수 벡터 공간 {\displaystyle {\mathfrak {m}}\subseteq {\mathfrak {g}}}이 존재한다면, {\displaystyle G/H}를 가약 동차 공간(可約同次空間, 영어: reductive homogeneous space)라고 하자.:136, Definition 15:Definition 1.40
이 경우, 다음과 같은 두 집합 사이에 표준적인 일대일 대응이 존재한다.:137, §2.2
- {\displaystyle G/H} 위의 {\displaystyle G}-불변 리만 계량 {\displaystyle \eta (-,-)} (즉, 임의의 {\displaystyle g\in G}에 대하여, {\displaystyle {\mathsf {L}}_{g}^{*}\eta =\eta }
- {\displaystyle {\mathfrak {m}}} 위의 {\displaystyle \operatorname {Ad} (H)}-불변 내적 {\displaystyle \langle -,-\rangle }

이 일대일 대응은
{\displaystyle \mathrm {T} _{1}(G/H)\cong {\mathfrak {m}}}
으로부터 유도된다.
또한, 다음과 같은 두 집합 사이에 표준적인 일대일 대응이 존재한다.:Theorem 1.41
- {\displaystyle G/H} 위의 {\displaystyle G}-불변 아핀 접속 {\displaystyle \nabla }
- {\displaystyle {\mathfrak {m}}} 위의 쌍선형 사상 {\displaystyle B\colon {\mathfrak {m}}\otimes {\mathfrak {m}}\to {\mathfrak {m}}} 가운데, {\displaystyle \operatorname {Ad} (H)}에 대하여 불변인 것

이 일대일 대응은 구체적으로 다음과 같다.
{\displaystyle B(X,Y)=\nabla _{Y}X}
이러한 쌍선형 사상 가운데, {\displaystyle B=0}에 대응하는 아핀 접속을 {\displaystyle G/H}의 표준 접속(영어: canonical connection)이라고 한다.:Proposition 1.42:Definition 18 이는 다음 조건을 만족시키는 유일한 아핀 접속 {\displaystyle \nabla }이다.
- {\displaystyle \nabla }에 의한 평행 이동은 {\displaystyle G}의 작용에 대한 밂과 같다. 즉, 임의의 벡터 {\displaystyle y\in \mathrm {T} _{gH}(G/H)} 및 {\displaystyle x\in {\mathfrak {g}}}에 대하여,
{\displaystyle \operatorname {Ad} (\exp(tx))y=\Gamma (t\mapsto \exp tx)_{gH}^{\exp(tx)g}(y)\qquad t\in \mathbb {R} }

여기서 {\displaystyle \exp \colon {\mathfrak {g}}\to G}는 {\displaystyle G}의 리 지수 사상이며, 우변의 {\displaystyle \Gamma }는 지수 사상으로 정의되는 곡선에 대한 벡터의 평행 이동이다.
표준 접속의 비틀림 텐서 {\displaystyle \operatorname {Tors} (\nabla )_{ij}{}^{k}} 및 리만 곡률 텐서 {\displaystyle \operatorname {Riem} (\nabla )_{ij}{}^{k}{}_{l}}를 생각하자. 이 경우, 다음이 성립한다.
{\displaystyle 0=\nabla _{l}\operatorname {Tors} (\nabla )_{ij}{}^{k}}
{\displaystyle 0=\nabla _{m}\operatorname {Riem} (\nabla )_{ij}{}^{k}{}_{l}}

## 예

### 집합
집합의 범주 {\displaystyle \operatorname {Set} }에서, 모든 집합은 (스스로 위의 대칭군의 작용에 의하여) 자명하게 동차 공간이다.

### 동차 다양체
매끄러운 다양체의 범주에서, 동차 다양체들은 다음이 있다.
| 이름              | 기호                                 | 자기 동형군 {\displaystyle G} | 안정자군 {\displaystyle H} |
| ----------------- | ------------------------------------ | ----------------------------- | -------------------------- |
| 초구              | {\displaystyle S^{n}}                | O(n+1)                        | O(n)                       |
| 아핀 공간         | {\displaystyle \mathbb {R} ^{n}}     | 유클리드 군 E(n)              | O(n)                       |
| 쌍곡 공간         | {\displaystyle H^{n}}                | O(1,n)                        | O(n)                       |
| 더 시터르 공간    | {\displaystyle dS_{n}}               | O(1,n)                        | O(1,n−1)                   |
| 민코프스키 공간   | {\displaystyle \mathbb {R} ^{1,n-1}} | 푸앵카레 군 E(1,n−1)          | 로런츠 군 O(1,n−1)         |
| 반 더 시터르 공간 | {\displaystyle AdS_{n}}              | O(2,n-1)                      | O(1,n)                     |
| 복소수 사영 공간  | {\displaystyle \mathbb {C} P^{n}}    | U(n+1)                        | U(n) × U(1)                |
| 그라스만 다양체   | Gr(r,n)                              | O(n)                          | O(r) × O(n−r)              |

## 같이 보기
- 에를랑겐 프로그램

## 참고 문헌
1. 1 2 3  Koda, Takashi (2009). 〈An introduction to the geometry of homogeneous spaces〉.   Suh, Young Jin; Berndt, Jürgen; Choi, Young Suk. 《Proceedings of the Thirteenth International Workshop on Differential Geometry and Related Fields》 (영어). 경북대학교 출판부. 121—144쪽. 2017년 12월 1일에 원본 문서 (PDF)에서 보존된 문서. 2017년 11월 27일에 확인함.
2. 1 2 3  Suhr, Rune (2013). 《The geometry of reductive homogeneous spaces》 (PDF) (영어). 석사 학위 논문 (지도 교수 Sigmundur Gudmundsson). 룬드 대학교. 2017년 12월 1일에 원본 문서 (PDF)에서 보존된 문서. 2017년 11월 27일에 확인함.